# Севаст'яновка (Новосибірська область)
Севаст'яновка (рос. Севастьяновка) — присілок у Коченевському районі Новосибірської області Російської Федерації.
Входить до складу муніципального утворення Дупленська сільрада. Населення становить 6 осіб (2010).

## Історія
Згідно із законом від 2 червня 2004 року органом місцевого самоврядування є Дупленська сільрада.

## Населення
| 2002 | 2007 | 2010 |
| ---- | ---- | ---- |
| 144  | ↘132 | ↘110 |